# Sarasaeschna niisatoi
Sarasaeschna niisatoi là loài chuồn chuồn trong họ Aeshnidae. Loài này được Karube miêu tả khoa học đầu tiên năm 1998.